# 兵庫県道469号上内膳塩尾線
兵庫県道469号上内膳塩尾線（ひょうごけんどう469ごう かみないぜんしおせん）は、兵庫県洲本市から淡路市に至る一般県道である。

## 概要
洲本市上内膳から淡路市塩尾に至る。
国道28号の淡路市塩尾 - 洲本市安乎町平安浦および同市中川原町厚浜 - 同市炬口間が事前通行規制区間になっており、通行規制になった場合の迂回路として使われる。

### 路線データ
- 起点：洲本市上内膳（二本松交差点、兵庫県道125号洲本松帆線・兵庫県道472号鳥飼浦洲本線交点）
- 終点：淡路市塩尾（国道28号交点）
- 総延長：9.620 km

## 路線状況

### 重複区間
- 兵庫県道46号洲本五色線（淡路市上加茂・上加茂交差点 - 淡路市中川原町市原・市原口交差点）
- 兵庫県道468号明神安乎線（淡路市下司）

## 地理

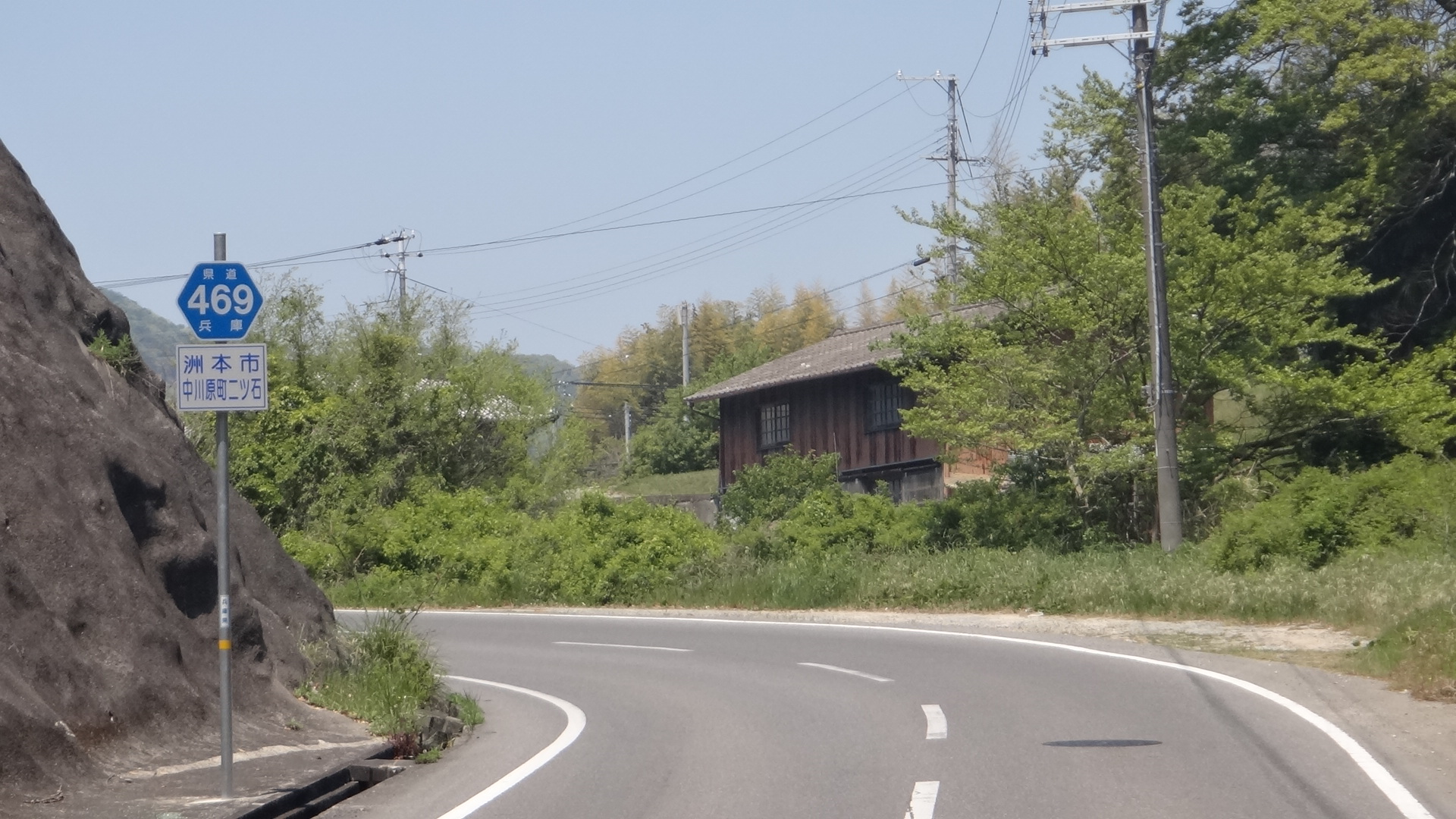
洲本市中川原町二ッ石

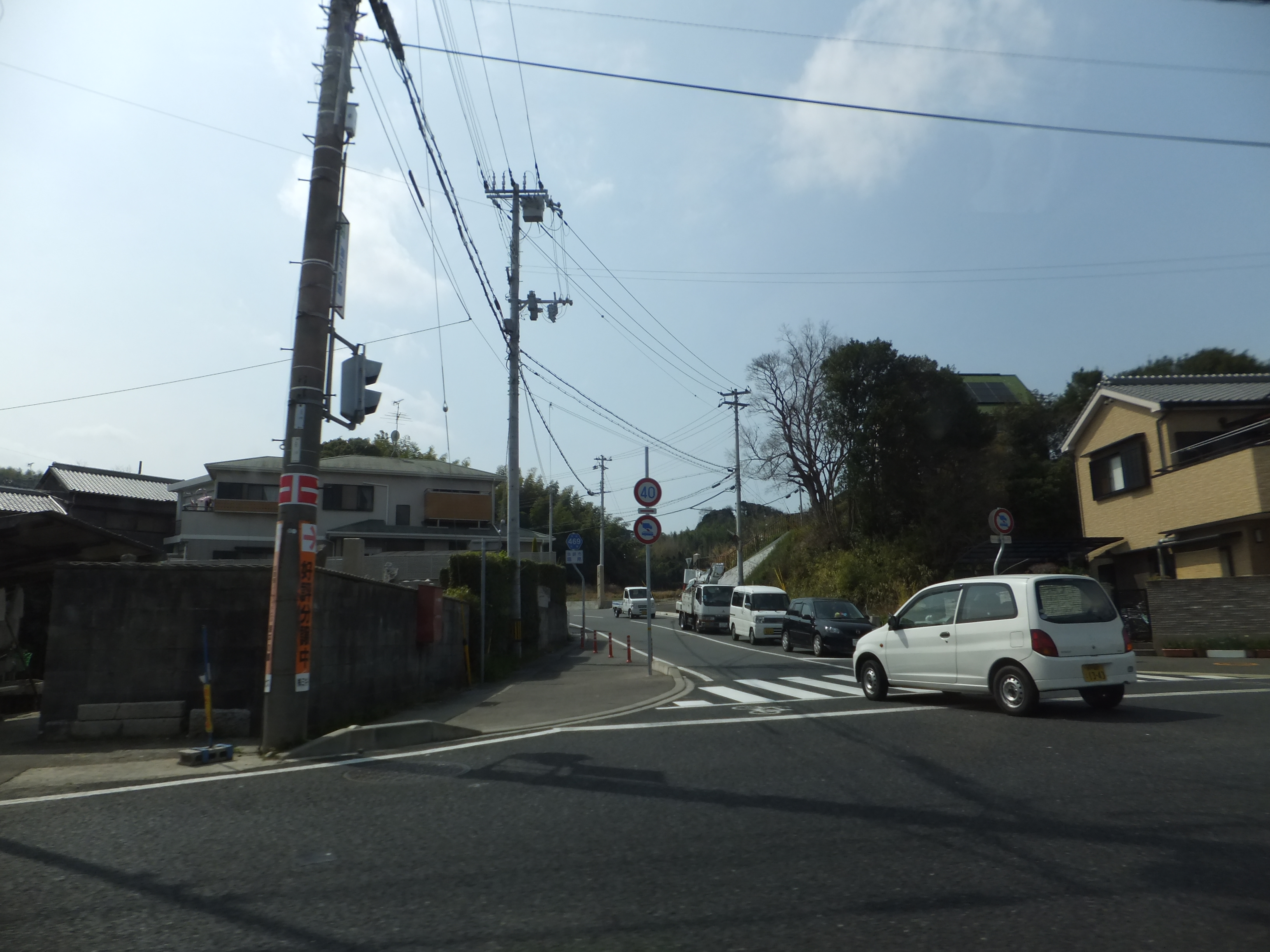
終点付近
淡路市塩尾で撮影

### 通過する自治体
- 洲本市
- 淡路市

### 交差する道路
| 交差する道路                                                         | 市町村名 | 交差する場所 | 交差する場所        |
| -------------------------------------------------------------------- | -------- | ------------ | ------------------- |
| 兵庫県道125号洲本松帆線 兵庫県道472号鳥飼浦洲本線                    | 洲本市   | 上内膳       | 二本松交差点 / 起点 |
| 兵庫県道474号下内膳物部線                                            | 洲本市   | 下内膳       |                     |
| 兵庫県道46号洲本五色線 重複区間起点 兵庫県道474号下内膳物部線 / 新道 | 洲本市   | 上加茂       | 上加茂交差点        |
| 兵庫県道465号多賀洲本線                                              | 洲本市   | 中川原町安坂 |                     |
| 兵庫県道46号洲本五色線 重複区間終点                                  | 洲本市   | 中川原町市原 | 市原口交差点        |
| 兵庫県道471号安乎鮎原線                                              | 洲本市   | 安乎町中田   |                     |
| 兵庫県道468号明神安乎線 重複区間起点                                 | 淡路市   | 下司         |                     |
| 兵庫県道468号明神安乎線 重複区間終点                                 | 淡路市   | 下司         |                     |
| 国道28号                                                             | 淡路市   | 塩尾         | 塩田交差点 / 終点   |

### 沿線
- パナソニック洲本地区 - パナソニックエナジー・プライム プラネット エナジー&ソリューションズ洲本工場
- 洲本市立加茂小学校
- 洲本市立中川原小学校
- 中川原郵便局
- 安乎郵便局
- 洲本市立安乎中学校
- 洲本市立安乎小学校
- シーサイドヒル海平の郷
- 淡路市立塩田小学校